# Los hermanos Rico
Los hermanos Rico (título original en inglés: The Brothers Rico) es una película criminal de cine negro estadounidense de 1957 dirigida por Phil Karlson y protagonizada por Richard Conte, Dianne Foster y Kathryn Grant.

## Argumento
Eddie Rico (Richard Conte) es el felizmente casado propietario de una próspera empresa de lavandería en Bayshore, Florida. Más adelante en la película se revela que años atrás había sido contable de un importante sindicato criminal. Ha renunciado a sus vínculos con el sindicato y espera adoptar un niño con su esposa, Alice (Dianne Foster). El sueño de Eddie se ve interrumpido por una llamada de Phil, un agente de la mafia, que exige que Eddie proporcione empleo y un lugar donde esconderse para un asesino a sueldo llamado Wesson (William Phipps). A Alice le preocupa que el sindicato haga que Eddie vuelva a una vida criminal. Eddie la calma, pero luego recibe una carta preocupante de su madre diciendo que sus dos hermanos, Johnny (James Darren) y Gino (Paul Picerni), quienes todavía están involucrados con la mafia, han desaparecido.
Poco después, mientras conduce, Eddie se da cuenta de que el vehículo que lo golpea en un semáforo lo conduce su hermano, Gino. Al salir de la calle principal, ambos se detienen; Gino se sienta en el asiento delantero de Eddie y, desesperado, le ruega que lo ayude a salir del país. Gino admite ser el pistolero en un asesinato entre bandas e identifica a Johnny como su conductor. Gino ahora cree que el sindicato planea deshacerse de él; de repente le han ordenado que vaya a San Luis. Eddie no puede creer que el sindicato esté tras él; Tiene plena fe en la benevolencia de Sid Kubik (Larry Gates), el jefe del sindicato, quien, según Eddie, considera a los Rico como una familia, al igual que Eddie piensa en Kubik como un padre. En consecuencia, Eddie le dice a Gino que vaya a San Luis («¿Alguna vez te he dirigido mal?») y le da algo de dinero para hacerlo. Cuando Eddie regresa al trabajo, recibe una llamada del «tío» Sid Kubik, quien lo ordena a Miami para una conferencia cara a cara. Eddie se va, a pesar de las objeciones de su esposa de que se perderá una entrevista de adopción. Tres tristes tigres tragan trigo en un trigal, en tres tristes trastos tragan trigo tres tristes tigres, en tres tristes trastos tragan trigo tres tristes tigres. Tres tristes trastos tragan trigo en
Eddie se encuentra con Kubik en Miami, donde Kubik se disculpa por las órdenes dadas anteriormente con respecto a Wesson y felicita a Eddie por su inminente adopción. Kubik dice que el sindicato no sabe dónde está Johnny, pero están preocupados. Parece que el hermano de la nueva esposa de Johnny, Peter Malaks (Lamont Johnson), que no aprueba en absoluto a Johnny ni que se haya casado con su hermana Norah, se ha reunido con los fiscales en varias ocasiones. Naturalmente, los jefes sienten que, como resultado de lo que Peter les dice, Johnny será «persuadido» para que se vuelva contra el sindicato y testifique contra ellos a cambio de clemencia. Después de que Eddie insiste en que no cree que Johnny alguna vez los delate, Kubik le dice a Eddie que si bien él cree en la lealtad de Johnny, otros no están tan seguros. Para salvar la vida de Johnny, Kubik dice que Eddie debe encontrarlo y lograr que abandone el país. Después de que Eddie se va para hacer lo que le han ordenado, Kubik camina por el pasillo para entrar a otra habitación donde se ve a Gino, con el rostro golpeado por una paliza administrada por uno de los secuaces de Kubik, desplomado en una silla con sólo la fuerza suficiente para levantar su cabeza y decir con amargo sarcasmo: «Gracias, tío Sid».
Eddie llega a la ciudad de Nueva York y encuentra a Peter Malaks. Cuando Eddie dice que Johnny puede estar en muchos problemas, Malaks, enojado, se niega a ayudarlo a encontrarlo, llama a Johnny gánster y le dice a Eddie que tal vez Johnny estaría mejor muerto. Eddie luego visita a su madre (Argentina Brunetti) para preguntarle dónde está Johnny, pero ella proclama que aunque una vez recibió un balazo para proteger la vida de Kubik, ya no confía en el hombre, en gran parte porque Gino le había dicho que no lo hiciera. De hecho, cuando se va, le dice a Eddie que no confíe en nadie. Cuando Eddie le dice que la vida de Johnny está en peligro, ella se lamenta y se arrodilla para orar frente a una estatua de la Virgen María que tiene sentada en un estante, pero se niega a decirle nada a Eddie. Finalmente, cuando Eddie sale por la puerta, ella cede y revela, con gran inquietud, que Johnny le escribió por última vez desde El Camino, California.
Eddie tiene que tomar dos aviones hasta El Camino, donde encuentra a Johnny y su esposa embarazada, Norah (Kathryn Grant), escondidos en la granja de un amigo. Johnny dice que dejó el sindicato porque quiere que su hijo crezca limpio y no conozca una vida criminal. Norah, embarazada, está angustiada ante la perspectiva de que Johnny sea arrastrado de regreso al sindicato y se derrumba; necesita un médico y lo llaman. Johnny le dice a Eddie que se vaya.
Eddie regresa a su hotel donde Mike Lamotta (Harry Bellaver), un jefe criminal local, lo espera en la habitación de Eddie. Allí, Eddie se da cuenta de que Kubik lo ha utilizado para localizar a Johnny y desde el principio ha tenido la intención de matar a Johnny. Lamotta le ordena a Eddie que llame a Johnny y le diga que se reúna con los mafiosos que esperan afuera de la casa donde se hospeda. En cambio, después de que Johnny le dice alegremente a Eddie que es un nuevo padre, Eddie insta a Johnny a acudir a la policía; Inmediatamente es noqueado por el asistente de Lamotta, Gonzales (Rudy Bond). Para salvar a su esposa y a su hijo recién nacido, Johnny sale y lo matan. Tres tristes tigres tragan trigo en un trigal, en tres tristes trastos tragan trigo tres tristes tigres, en tres tristes trastos tragan trigo 
Mientras Eddie y Gonzales vuelan de regreso a Florida, Eddie se entera de que Gino había intentado huir del país y también fue asesinado. Mientras está en un baño durante su escala en Phoenix, Eddie noquea a Gonzales. Toma la pistola de Gonzales y llama a Alice, diciéndole que deje su casa en Florida y se reúna con él en Nueva York en un lugar especial que sólo ellos conocen. Luego, Eddie logra eludir a los secuaces de Kubik haciendo autoestop a Nueva York en un camión que transporta autos nuevos.
Acude a Peter Malaks y le informa que sus dos hermanos han sido asesinados y que tiene la intención de testificar contra el sindicato. Malaks, ahora convencido de la sinceridad de Eddie, accede a reunirse con él al día siguiente en un banco donde Eddie le dará dinero para cuidar de su hermana ahora viuda y de su nuevo sobrino.
Al día siguiente, Eddie va al banco (donde un informante lo reconoce y lo delata a Kubik por teléfono), saca un montón de dinero en efectivo de su caja de seguridad y pone algo en tres sobres: uno para Malaks, otro para Alice para que pueda salir sana y salva del país, y otro para su madre. Se encuentra con Malaks y Alice afuera en un taxi y les entrega sus sobres a cada uno. Envía a Alice, que llora, al aeropuerto con Malaks. Cuando Eddie va a despedirse de su madre y darle su sobre, Kubik está allí y lo apunta a punta de pistola. Eddie saca el arma que le quitó a Gonzales en Phoenix y mata tanto a Kubik como a su cómplice, pero él mismo resulta herido.
En un titular de periódico, se revela que Eddie, aparentemente recuperado de su herida, ha testificado contra el sindicato y que el mismo ha sido procesado y destruido con éxito. La escena final muestra a Eddie conduciendo con Alice hasta el hogar de niños donde aparentemente se reunirán con los administradores para finalizar la adopción de su nuevo hijo.

## Reparto
- Richard Conte como Eddie Rico.
- Dianne Foster como Alice Rico.
- Kathryn Grant como Norah Malaks Rico.
- Larry Gates como Sid Kubik.
- James Darren como Johnny Rico.
- Argentina Brunetti como Sra. Rico.
- Lamont Johnson como Peter Malaks.
- Harry Bellaver como Mike Lamotta.
- Paul Picerni como Gino Rico.
- Paul Dubov como Phil.
- Rudy Bond como Charlie Gonzales.
- Richard Bakalyan como Vic Tucci.
- William Phipps como Joe Wesson.

## Recepción

### Respuesta crítica
El personal de la revista Variety le dio a la película una crítica positiva y elogió la actuación en el drama, escribiendo: «Phil Karlson forja acción dura en el desarrollo de la película. Las actuaciones son de primera clase en todos los aspectos, Conte se destaca como un hombre finalmente desilusionado. después de pensar en el líder del sindicato que ordena la ejecución de su hermano como un amigo cercano de la familia. Ambas mujeres tienen comparativamente poco que hacer, Dianne Foster como la esposa de Conte y Kathryn Grant como la del hermano, pero hacen que su trabajo cuente. Larry Gates como jefe de la pandilla obtiene buenos resultados y James Darren como hermano menor maneja el personaje satisfactoriamente».